# 탑플라이트
탑플라이트 (Top-Flight)는 대한민국의 힙합 그룹이다. 두 명의 프로듀서 사자왕, Vislo로 이루어져있으며, 2004년 첫 앨범을 통해 데뷔하였다. 그들의 주 활동 지역은 부산으로 첫 앨범 First Attack은 그들이 세운 레이블 UnTouchable Records (UTR)의 시작을 알리는 앨범이기도 하였다. UnTouchable Records는 둘 외에도 택근, OneSoul, Blasta(정상수)가 멤버로 함께하였다. 이들의 음악은 당시 마린블루스로 유명했던 정철연(성게군)이 만화를 통해 사자왕과 그의 음악을 소개하면서 더 알려지기도 하였다. 이후에도 정철연은 Top-Flight의 앨범 수록곡의 뮤직비디오를 만들어주는 등 인연을 이어나갔다.
1집을 발표 후 Top-Flight는 단편영화 OST 작업과 방송 시그널 제작 등 여러 매체를 통한 활동을 하였으며, 특히 2005년 인기 온라인 게임 귀혼의 메인 타이틀을 제작하였다. 또 여러 힙합 앨범에 믹스와 마스터링 등 프로듀서와 엔지니어로도 활동하기도 하였다. 이들의 두 번째 앨범은 2005년 5월 온라인을 통해 발표되었으며, 이후 새로운 트랙 추가 및 재정비를 통해 So Hot XE라는 제목으로 2006년에 발매되었다. 이 앨범에는 한량사, 빅딜 레코드, 루니카즈 소속 멤버 등 다양한 MC들이 참여하여 빛을 내주었으며, 특히 술제이가 데뷔 후 처음으로 녹음한 곡인 Pride가 실려 어느 정도 화제가 되었다.
그러나 이 앨범은 기대에 못 미치는 수익을 거두었고, Top-Flight의 활동은 점차 잠잠해지기 시작하였다. 이들의 공식 활동은 So Hot XE 이후로는 찾아보기 힘들다.
대표곡으로는 Be Untouchable, 〈오늘 같은 날〉, 〈마이크를 잡아라〉 등이 있다.

## 디스코그래피
- 2004년 First Attack 정규 앨범
- 2005년 So Hot 디지털 앨범
- 2006년 So Hot XE 정규 앨범